# Yuka Kinoshita
Yuka Kinoshita (em Japonês: 木下ゆうか Kinoshita Yūka, 4 de fevereiro de 1985) é uma youtuber japonesa e comedora competitiva.

## Carreira
Yuka Kinoshita iniciou um canal no YouTube voltado para a alimentação em 2014, cinco anos depois de sua estreia em competições japonesas de alimentação competitiva.
Kinoshita carrega vídeos diários nos quais ela come em qualquer lugar entre 5.000 e 23.000 calorias. Normalmente, Kinoshita edita seus vídeos em vlogs de 5 a 7 minutos, mas ocasionalmente ela faz upload de vídeos "comendo ao vivo" mais longos na tradição do Mukbang. Em fevereiro de 2018, seus vídeos foram exibidos mais de 1,3 bilhão de vezes.
Os vídeos de Kinoshita são particularmente em japonês e são acessíveis a espectadores que falam inglês porque são acompanhados por legendas em inglês e em outros idiomas. Em parte por esse motivo, ela atraiu a atenção de fontes de notícias em inglês. Ela também foi destaque no programa de televisão japonês "Ōgui (大 食 い)".